# Groupe information asiles
Pour les articles homonymes, voir GIA.
Le Groupe information asiles (GIA) est initié en 1972, dans l’après mai 68, par quelques futurs psychiatres de la mouvance anarcho-maoïste de la Gauche prolétarienne, dans la dynamique qui autour de Michel Foucault voit se constituer le Groupe d'information sur les prisons (GIP), le Groupe information santé (GIS) ou plus tard, le Comité d'action des prisonniers (CAP) et le Groupe d'information et de soutien des immigrés (GISTI).
Le Groupe information asiles (GIA) est considéré comme le premier mouvement d'usagers (de patients) en psychiatrie créé en France, par le biais de sa problématique historiquement la plus essentielle, celle de l'internement psychiatrique arbitraire. C'est ce mouvement de « non-malades mentaux », d'internés abusifs, en étant un mouvement précurseur, qui a préludé à la formation en France de mouvements de patients psychiatriques en tant que tel.

## Origine
À l'origine, mouvement informel, le Groupe information asiles (GIA) est créé par des internes en psychiatrie en dissidence avec leur corporation ainsi qu'avec le Syndicat national des psychiatres en formation. Un des fondateurs, le Dr Dimitri Crouchez est interne au Centre hospitalier spécialisé de Perray-Vaucluse dans l'Essonne, tandis que Gérard Hof est, de son côté, interne au CHS du Vinatier, à Bron dans le Rhône. Gérard Hof abandonnera définitivement la psychiatrie avec la publication de son ouvrage sur son expérience d'interne au CHS du Vinatier, en 1976. Bernard Cuau, professeur de cinéma participera aux premières années du Groupe information asiles. 
En articulation entre les fondateurs du GIA et les mouvements de professionnels contestataires, on compte également Bernard de Fréminville, psychiatre, activiste du groupe antipsychiatrique Gardes Fous, et directeur de publication de la revue Tankonalasanté qui publia les premiers textes publics du GIA. Bernard de Fréminville décida, en 1979, de quitter la médecine, après la publication de son ouvrage paru au Seuil, La raison du plus fort. Traiter ou maltraiter les fous. Selon les fondateurs du Groupe information asiles : « Dans les hôpitaux psychiatriques règne un triple terrorisme, celui du silence, celui de la loi, celui du savoir ».
Selon l'historien Philippe Artières : « Dans le champ psychiatrique, un mouvement comparable [au Groupe d'information sur les prisons] se développa également à partir de 1972 : le Groupe d'information sur les asiles. Très actif, il lança plusieurs campagnes dès le début de l’année. La première d’entre elles porta sur les conditions d’hospitalisation des asilés. Les psychiatres du GIA y appelaient « la population à faire éclater ce scandale et à soutenir leur action contre les asiles-prisons » et annonçaient « la création d’une commission d’enquête propre à chaque hôpital. Ils [les médecins] entendent dénoncer le scandale et mettent en accusation ceux qui veulent faire de la psychiatrie un appareil de répression au service d’une société policière ».
De 1972 à 1974, le GIA organise des débats publics dans les locaux universitaires de Jussieu, à Paris. Le groupe est rejoint par des personnes ayant subi l'internement psychiatrique, des parents d'internés et des étudiants contestataires parmi lesquels Philippe Bernardet, futur sociologue chargé de recherches au CNRS, qui sera pendant une trentaine d'années le leader historique et la cheville ouvrière du GIA.
Le GIA publia ses premiers actes dans la revue Tankonalasanté dirigée par Bernard de Fréminville , ainsi de la brochure Psychiatrie : la peur change de camp (1973), ou encore  L’affaire L. : un exemple d’internement arbitraire, preuve à l’appui. »
En parallèle au GIA, et en connexion avec ce mouvement, se développe entre 1976 et 1979, le Collectif d'enquête et d'études sur les pratiques psychiatriques (CEEPP), avec Éric Burmann, interné abusivement à Tours, lors des manifestations contre la comparution en octobre 1970 d'Alain Geismar, leader de la Gauche prolétarienne, devant la Cour de sûreté de l'État . Le CEEPP, épaulé par Bernard de Fréminville, éditeur aux éditions Solin, sera à l'origine de la publication du témoignage de Serge Ferraton, qui, défendu par Christian Revon, avocat, réchappa de la peine de mort, comme d'une déclaration d'irresponsabilité, lors de son procès pour un double crime, devant la Cour d'assises de Douai, en 1978, alors même qu'il avait passé la fin de son enfance et son adolescence en hôpital psychiatrique.

## Historique
En janvier 1975, le Groupe information asiles (GIA), qui est un groupe de fait non déclaré, se constitue en association loi de 1901, sous le nom d'Association pour la liaison des psychiatrisés (APLP), avec pour but la diffusion par tous moyens légaux d'une information authentique sur la psychiatrie institutionnelle. Le 15 février 1975, le GIA publie le premier numéro de son trimestriel Psychiatrisés en lutte où est reproduit le Projet de Charte des internés qui exige, notamment, l'abolition des fichiers spéciaux de police à l'endroit des internés. Philippe Bernardet  est le directeur de publication des numéros successifs de Psychiatrisés en lutte. Ce journal paraît irrégulièrement jusqu'en 1979 et compte 12 numéros.
C'est en 1978 que l'intitulé Association pour la liaison des psychiatrisés (APLP) est abandonné pour la dénomination actuelle Groupe information asiles (GIA).
En 1984, dans le cadre du tournant juridique de son activité qui devient essentiellement procédurale, le GIA se donne comme but statutaire « d'assurer par tous les moyens légaux la défense de toute personne dont les intérêts sont lésés par la psychiatrie ». En 1992, le GIA adopte comme but principal statutaire « d'informer sur l'abus et l'arbitraire en psychiatrie, de promouvoir les Droits de l'Homme en psychiatrie, de lutter contre la contrainte aux soins et l'utilisation répressive de la psychiatrie, les atteintes à l'intégrité de la personne dans le cadre de son exercice ».
À partir de 1982, dans le cadre d'une Commission juridique animée à titre bénévole par Philippe Bernardet (décédé en 2007), le GIA développe une action juridique systématique, dans le cadre de dossiers individuels, ou de procédures propres à l'association, contre ce qu'il estime être des internements psychiatriques illégaux ou abusifs, dans le but de contraindre à une judiciarisation de l'internement psychiatrique par le biais du développement de la jurisprudence. Ce développement du droit en la matière est conçu par le GIA comme un outil dans la lutte contre les internements abusifs, et contre l'utilisation de la psychiatrie comme système répressif.
Dans la décennie 2000, le schéma structurant de la Commission juridique formée de bénévoles, sera abandonné pour un travail systématique avec des professionnels du droit.
En 1989, Philippe Bernardet publie Les Dossiers noirs de l'internement psychiatrique (Fayard), dont la moitié des droits d'auteur vont au GIA. En juin 2008, Nicole Maillard-Déchenans publie aux Éditions Libertaires, Pour en finir avec la psychiatrie : des patients témoignent, dans le cadre de la Commission alternatives thérapeutiques du GIA.
En décembre 2010, une scission prend corps, emmenée par l'ancien président du GIA, André Bitton, nommée « Cercle de réflexion et de proposition d'actions sur la psychiatrie » (CRPA).
En juin 2013, le GIA reformule ses statuts en précisant que « sa compétence est internationale et s'étend, notamment, à tout pays de l'Union Européenne ».
Le 5 mars 2024, est formée par changement de dénomination du GIA, l'Association pour la bientraitance en psychiatrie (APBP). Cette association adhère au Cercle de réflexion et de proposition d'actions en psychiatrie, CRPA, le 24 mars 2024 .

## Association d'usagers?
En 1974, selon le no 1 de Psychiatrisés en lutte, s'affirme dans la mouvance du GIA la volonté de donner voix à la contestation par des psychiatrisés de l’institution psychiatrique en tant qu'institution répressive. Les internes en psychiatrie qui ont impulsé la formation du GIA quittent graduellement ce mouvement. Des élèves-infirmiers psychiatriques y restent jusqu'au début des années 1980. Le GIA se réunit un temps dans les locaux de la faculté de Censier à Paris. Des intellectuels du Centre d'études, de recherches et de formation institutionnelles (CERFI) tentent de récupérer ses actions. De retour sur le campus universitaire de Jussieu, le GIA se radicalise et s'organise en groupes de quartiers associant des personnes psychiatrisées.
Le GIA s'intègre, dans les années 1970, parmi les mouvements contestataires issus de l'antipsychiatrie, qui mettent aux prises essentiellement des (futurs) professionnels de la psychiatrie, qu'il s'agisse de Gardes fous , des Cahiers pour la folie , du CERFI, de l'AERLIP , ou de Marge (groupe autonome). La singularité du GIA fut de chercher, dès ces années 1970, à organiser des psychiatrisés eux-mêmes dans cette lutte contre l'asile qui se menait ces mêmes années, dans la logique du développement de la sectorisation psychiatrique et de l'ouverture des hôpitaux psychiatriques. Dans cette recherche de l'organisation des psychiatrisés eux-mêmes, le GIA a été une organisation pionnière.
Le GIA se structure dès ses débuts comme un mouvement de "psychiatrisés en lutte", plus précisément sous l'impulsion d'un ancien interné, également ancien élève-infirmier psychiatrique, Claude Colard. Toutefois les non-psychiatrisés sont majoritaires, dans ce mouvement, durant les années 1970. À partir du début des années 1980 le GIA se structure comme étant majoritairement un mouvement d'internés et d'anciens internés, en rupture avec le système de prise en charge des institutions psychiatriques. Les membres du GIA, dans l'ensemble, ne se reconnaîtront jamais vraiment comme des "usagers". On a pu parler, à juste titre, à propos de ce positionnement singulier du GIA, "d'usagers de la contrainte".

## Charte des internés
Fin 1975, La Charte des internés est cosignée avec le Mouvement Marge, la revue Gardes fous, les Comités de lutte des handicapés et l’AERLIP (Association de travailleurs de la santé mentale, regroupant des infirmiers et internes en psychiatrie) :
« Cette charte ne vise pas à l’amélioration de la psychiatrie, mais vise la destruction complète de l’appareil médico-policier.
Cette charte s’inscrit dans le combat pour conquérir, dans un premier temps, les droits démocratiques les plus élémentaires qui sont enlevés aux travailleurs que la psychiatrie parvient à isoler. Ceci n’est possible qu’en brisant l’isolement des internés :
1. en détruisant l’institution carcérale par des luttes contre les modalités actuelles d’entrée et de sortie de l’hôpital (placement d’office et placement volontaire), ainsi que contre les restrictions de la libre circulation à l’intérieur des établissements psychiatriques.
2. en brisant l’isolement de l’interné dans son statut d’assisté, d’irresponsable et de fou. Il s’agit d’obtenir celui de travailleur en lutte avec tous les acquis s’y rattachant, même si certains d’entre nous se trouvent provisoirement dans l’incapacité de travailler. Ce combat, comme ceux des autres couches opprimées, rejoint en ce sens la lutte de la classe ouvrière pour la destruction de l’ordre capitaliste.
3. en brisant l’isolement dû au silence entourant la prescription médicale et obtenir ainsi le contrôle du traitement. »
Le 7 février 1977, la Charte est présentée à la presse.

## Loino90-527du 27 juin 1990 et judiciarisation
Le Groupe information asiles (GIA) systématise en 1989 sa revendication d'une judiciarisation des internements psychiatriques, à l'occasion des débats parlementaires du printemps 1990 sur le projet de loi du ministre socialiste de la santé Claude Évin. Ce projet de loi aboutit à la loi no 90-527 du 27 juin 1990 relative aux droits et à la protection des personnes hospitalisées en raison de troubles mentaux , qui réforma en la modernisant et en l'adaptant, la loi du 30 juin 1838 sur l'enfermement des aliénés. Cette thématique de la judiciarisation des internements psychiatriques est soutenue, durant ces débats parlementaires du printemps 1990, par le sénateur PS de Belfort Michel Dreyfus-Schmidt, alors président de la Commission des lois du Sénat, par certains de ses collègues de cette même Commission sénatoriale, ainsi que par les députés communistes. Ces parlementaires trouvent une partie de leurs arguments dans les documents et communiqués diffusés par le Groupe information asiles, notamment dans Les dossiers noirs de l'internement psychiatrique, de Philippe Bernardet, qui venait de paraître. Toutefois, le courant favorable à la judiciarisation des internements psychiatriques est très largement mis en minorité. Le modèle français de l'internement psychiatrique administratif est ainsi prorogé et consolidé par la loi du 27 juin 1990.

## Actions judiciaires
Dès ses débuts, le GIA soutient des procédures judiciaires entamées par des personnes ayant subi un internement abusif. « Le but [...] est de soutenir et de favoriser les procès à l'encontre des hôpitaux psychiatriques et des préfectures, décideurs d'internements durant lesquels les droits de la personne sont bafoués. ».
En 1982 Philippe Bernardet reprend la Commission Internement - Loi de 1838 mise sur pied en 1974, qui était une des commission thématiques du GIA. Celle-ci va devenir la Commission juridique du Groupe information asiles et former l'essentiel de l'activité du GIA. C'est dans ce cadre que des actions judiciaires sont lancées par le GIA, sous la rédaction de Philippe Bernardet, de façon systématique contre des internements psychiatriques illégaux ou abusifs, dans le double objectif de dégager une jurisprudence dans un terrain qui n'en connaît pratiquement pas, mais aussi de contraindre à une judiciarisation de l'internement psychiatrique par la voie jurisprudentielle, la voie politique étant bloquée. Cette spécificité fera du GIA un acteur majeur de la lutte juridique contre l’abus et l’arbitraire psychiatriques, et de la défense des droits des psychiatrisés,,,. Il est à noter qu'en parallèle où le GIA développe cette revendication d'une judiciarisation de l'internement psychiatrique, et ses actions contentieuses, l'objectif ancien d'une révolution psychiatrique anti-asilaire et d'une abolition pure et simple de la loi du 30 juin 1838 cède le pas à un réformisme basé sur l'action judiciaire, et sur les médiatisations que cette action pouvait rendre possible.
En 1989, les affaires les plus exemplaires sont rassemblées dans un ouvrage par Philippe Bernardet et édité chez Fayard sous le titre : « Les dossiers noirs de l'internement psychiatrique ». Pour l'historien François Sigaut : « L’internement arbitraire en France, nous en avons tous entendu parler. À l’origine, il a le libellé extraordinairement vague d’une loi de 1838, qu’on vient tout juste d’aménager un peu pour la première fois depuis cent cinquante ans, et qui permet d’enfermer en asile psychiatrique, sur simple décision d’un maire, d’un commissaire de police, etc., toute personne considérée comme « aliénée » et « dangereuse ». À travers l’analyse d’une douzaine d’exemples, Philippe Bernardet nous montre à quelles injustices, à quelles tragédies peut mener l’application de cette loi. Le nombre de personnes concernées est considérable : il y aurait des milliers de personnes dans les hôpitaux psychiatriques qui n’ont rien à y faire ! Les cas qu’il nous expose, il en a eu connaissance comme membre du Groupe Information Asiles dont il est trésorier. »
Selon l'avocate Isabelle Lepac, qui fut incarcérée et internée : "L'association (...) s'emploie à lutter contre l'opacité et l'arbitraire en psychiatrie. Elle aide les personnes psychiatrisées, ou l'ayant été, qui souhaitent connaître leurs droits, et au besoin, sortir d'un internement par voie judiciaire. Elle milite aussi pour mieux faire connaître ce monde et faire en sorte que la maladie mentale soit moins stigmatisée. Là aussi, le but est d'accroître la visibilité de ces lieux, d'être un garde-fou juridique et de tenter de faire évoluer la législation française."
C'est cette action juridique systématique du Groupe information asiles (GIA), et le fait qu'elle ait pu essaimer, qui a conduit au versant judiciaire de la loi no 2011-803 du 5 juillet 2011 relative aux droits et à la protection des personnes faisant l'objet de soins psychiatriques. Cette loi, prise sur un projet de réforme Gouvernemental initial déposé le 5 mai 2010, a en effet judiciarisé partiellement l'hospitalisation sans consentement, du fait d'une décision du Conseil constitutionnel no 2010-71, Mme Danièle S., sur une question prioritaire de constitutionnalité du 26 novembre 2010 relative à l'hospitalisation sur demande d'un tiers. Cette décision constitutionnelle a contraint le gouvernement de François Fillon à modifier son projet de loi initial, sur une lettre rectificative du Ministère du travail, de l'emploi et de la santé, du 26 janvier 2011. À noter que les conclusions de la question prioritaire de constitutionnalité à la base de la décision du 26 novembre 2010 du Conseil constitutionnel, ont été l'œuvre d'une scission du GIA en date de novembre 2000, l'Association française contre l'abus psychiatrique (AFCAP), et que le Groupe information asiles (GIA) intervint volontairement dans cette instance renforçant ainsi les arguments de la requérante principale.

### Périodes historiques
Il existe quatre périodes historiques de l'activité juridique du GIA.

#### 1973 - 1980
C'est la période des années 1970, qui va de l'affaire de Mme Lavable en 1973, à la mise sur pied de la Commission Internement - loi de 1838 en 1974, et à la brochure de 1977, "La psychiatrie devant les tribunaux" dont les écrits sont datés de 1976. Cette brochure signe le tournant juridique du GIA. Cette période se clôt avec la fin de la période militante en 1980.

#### 1982 - 1992
Décennie où se déploie la Commission juridique animée bénévolement par Philippe Bernardet de 1982 à 1992. Période durant laquelle le GIA systématise des recours juridiques, tant en annulation des mesures d'internements psychiatriques devant les juridictions administratives, qu'en mainlevée d'internements psychiatriques en cours, mais également devant les organes du Conseil de l'Europe (Commission européenne des droits de l'Homme). Cette période voit se développer, sur le fond d'un travail inlassable de Philippe Bernardet dont on mesure mal l'ampleur, une jurisprudence de l'internement psychiatrique favorable aux internés, là où il n'existait pratiquement rien auparavant. Me Corinne Vaillant, avocate au Barreau de Paris, prête son concours au GIA à dater de 1984 et devient, aux côtés de Philippe Bernardet, l'avocate de référence du Groupe information asiles. Ce sont ces années où se déploient les activités de cadres militants du GIA tels Bernard Langlois, Dominique Mathieu, Jean Seidel, Pierre Courson (qui organise les évasions de personnes internées en établissements psychiatriques), Suzanne Lukki, ou René Loyen (qui assuma la présidence du GIA de 1990 à 1996).

#### 1993 - 2000
À la suite de la démission de Philippe Bernardet, en décembre 1992, de ses fonctions au GIA d'animateur de la Commission juridique et de trésorier, le Groupe information asiles vit une période de déclin, qui va de 1993 à 2000. Sur le plan juridique, cette période est profuse en jurisprudences permettant d'affirmer un droit positif pour les personnes hospitalisées sous contrainte en psychiatrie, avec notamment des arrêts du Tribunal des conflits qui permettent d'éclaircir la question de la répartition des compétences entre la juridiction administrative et celle judiciaire, dans le contentieux de l'internement psychiatrique. Ainsi de la décision du 17 février 1997, du Tribunal des conflits, aff. Préfecture Île-de-France, qui attribue de manière claire à la juridiction judiciaire le contentieux de l'indemnisation d'un internement annulé comme illégal par le juge administratif, ainsi que la charge de statuer sur le bien ou le mal fondé des internements psychiatriques contestés.
En parallèle à cette montée en puissance de la jurisprudence, le déclin que traverse le GIA depuis le départ officiel de Philippe Bernardet, s'accentue contraignant à la mise en œuvre, à partir de 1996, d'un éclatement gradué du GIA, en réseaux régionaux, afin que les initiatives puissent prendre corps, malgré des conflits internes incessants. C'est cet éclatement en réseaux régionaux, qui prend forme en novembre 2000 avec d'une part, la scission formée par l'ancien réseau Nord du GIA, autour d'Aldo Duhamel et d'Olivier Colman, qui devint l'AFCAP (Association française contre l'abus psychiatrique), et d'autre part l'élection à la présidence du GIA d'André Bitton. Cette théorie de l'éclatement du GIA en réseaux coordonnés entre eux par une direction nationale, lancée à partir de 1996, si elle n'a pas été adoptée par la direction nationale du GIA, a du moins l'avantage de libérer les leaders régionaux de cette association et leurs initiatives. On trouve trace de cette période tumultueuse du Groupe information asiles, dans les pages 30 à 34 du traité, rédigé en 1997 et publié en 2002 chez Erès, Psychiatrie, droits de l'homme et défense des usagers en Europe, de Philippe Bernardet (auteur principal), Corinne Vaillant et Thomaïs Douraki.

#### 2001 - 2010
C'est une période de professionnalisation du contentieux de l'hospitalisation sans consentement qui est initiée, avec le déploiement de jeunes avocats qui acceptent de prendre, le plus souvent au titre de l'aide juridictionnelle, les affaires qui partent du Groupe information asiles. Me Raphaël Mayet déploie ses initiatives ces mêmes années . Cette décennie voit aussi se développer une importante activité de l'association en direction des médias. Cette période, sur le plan juridique, voit son maximum avec l'arrêt de principe du Conseil d'État du 20 novembre 2009, où la Préfecture de police perd son pourvoi contre le Groupe information asiles, sur la question de l'inclusion du droit d'accès à un avocat dans la charte d'accueil de l'Infirmerie psychiatrique de la Préfecture de police de Paris, et, sur le plan médiatique, avec le développement du site internet du GIA, à partir de l'été 2004, et une montée en puissance de ce média alternatif dans les années qui suivent.
Cette époque trouve sa clôture, entre le 9 novembre et le 18 décembre 2010, avec la formation dans cet intervalle de la scission Cercle de réflexion et de proposition d'actions sur la psychiatrie (CRPA). Il n'est pas anodin de noter que cette scission du GIA intervient au moment où est prise la décision historique du Conseil constitutionnel du 26 novembre 2010, sur QPC, qui contraint le Gouvernement à judiciariser partiellement l'hospitalisation sous contrainte dans le cadre de la loi du 5 juillet 2011 sur les soins sans consentement.

## En Belgique
En Belgique, un Groupe information asile (GIA) (sans s) local et indépendant est créé en juin 1974. « Le Groupe information asile participa au bouillon de culture « anti-psychiatrique » d’où naquit, à Bruxelles, en 1975, à la suite de journées organisées par la Gerbe, le réseau Alternatives à la psychiatrie (initialement alternative au secteur psychiatrique). Ce réseau rassemblait des individus dont Franco Basaglia, Robert Castel, David Cooper, Mony El Kaïm, Félix Guattari, Franco Rotelli ou des groupes qui tentaient de rompre avec une organisation bureaucratique et centralisée de la « médecine mentale », soucieux toutefois de maintenir une certaine distance par rapport aux modèles de valorisation de la folie. [...] Le Groupe information asile s’est étiolé à la fin des années 1980 non sans avoir permis la confection de la nouvelle loi sur la « Protection de la personne du malade mental » (1990). La réforme de la psychiatrie (1991) dégraissant les hôpitaux psychiatriques par conversion de lits en places de maisons de soins psychiatriques et en initiatives d’habitations protégées n’a pas fondamentalement changé la donne. »
Le GIA belge a travaillé avec les syndicats pour soutenir des malades mentaux en milieu de travail.

## Publications
Du Groupe Information Asiles : 
- Psychiatrie : la peur change de camp, 1973.
- Psychiatrisés en lutte, no 1 à 21, 1975 à 1979.
- Philippe Bernardet, Les dossiers noirs de l'internement psychiatrique, Fayard, 1989.
- Nicole Maillard-Déchenans, Pour en finir avec la psychiatrie. Des patients témoignent, Éditions Libertaires, 2008.